# Campeonato Europeo de Curling Masculino de 2015
El XLI Campeonato Europeo de Curling Masculino se celebró en Esbjerg (Dinamarca) entre el 19 y el 28 de noviembre de 2015 bajo la organización de la Federación Mundial de Curling (WCF) y la Federación Danesa de Curling.
Las competiciones se realizaron en la Granly Hockey Arena de la ciudad danesa.

## Tabla de posiciones
| Pos | Equipo          | G | P | G–P |
| --- | --------------- | - | - | --- |
| 1   | Noruega         | 9 | 0 | –   |
| 2   | Finlandia       | 5 | 4 | 2–1 |
| 3   | Suiza           | 5 | 4 | 2–0 |
| 4   | Suecia          | 5 | 4 | 1–1 |
| 5   | Escocia         | 5 | 4 | 1–0 |
| 6   | Alemania        | 4 | 5 | 1–0 |
| 7   | Rusia           | 4 | 5 | 0–1 |
| 8   | Italia          | 3 | 6 | 1–0 |
| 9   | República Checa | 3 | 6 | 0–1 |
| 10  | Países Bajos    | 2 | 7 | –   |

## Cuadro final
|  | Semifinales | Semifinales |   |         | Final        | Final |  |
|  |             |             |   |         |              |       |  |
|  |             |             |   |         |              |       |  |
|  | Noruega     | 7           |   |         |              |       |  |
|  | Suecia      | 8           |   |         |              |       |  |
|  |             |             |   |         |              |       |  |
|  |             |             |   |         |              |       |  |
|  |             |             |   |         | Suecia       | 7     |  |
|  |             | Suiza       | 6 |         |              |       |  |
|  |             |             |   |         |              |       |  |
|  |             |             |   |         |              |       |  |
|  |             |             |   |         | Tercer lugar |       |  |
|  |             |             |   |         |              |       |  |
|  | Finlandia   | 4           |   | Noruega | 7            |       |  |
|  | Suiza       | 10          |   |         | Finlandia    | 4     |  |

## Medallistas
| Evento | Oro                                                                                             | Plata                                                                                    | Bronce                                                                                             |
| ------ | ----------------------------------------------------------------------------------------------- | ---------------------------------------------------------------------------------------- | -------------------------------------------------------------------------------------------------- |
| Equipo | Suecia · Niklas Edin · Oskar Eriksson · Kristian Lindström · Christoffer Sundgren · Henrik Leek | Suiza · Benoît Schwarz · Claudio Pätz · Peter de Cruz · Valentin Tanner · Michael Probst | Noruega · Thomas Ulsrud · Torger Nergård · Christoffer Svae · Håvard Vad Petersson · Sander Rølvåg |